# Cimbex luteus
Cimbex luteus är en stekelart som först beskrevs av Carl von Linné 1758.  Cimbex luteus ingår i släktet Cimbex, och familjen klubbhornsteklar. Arten är reproducerande i Sverige.

## Bildgalleri

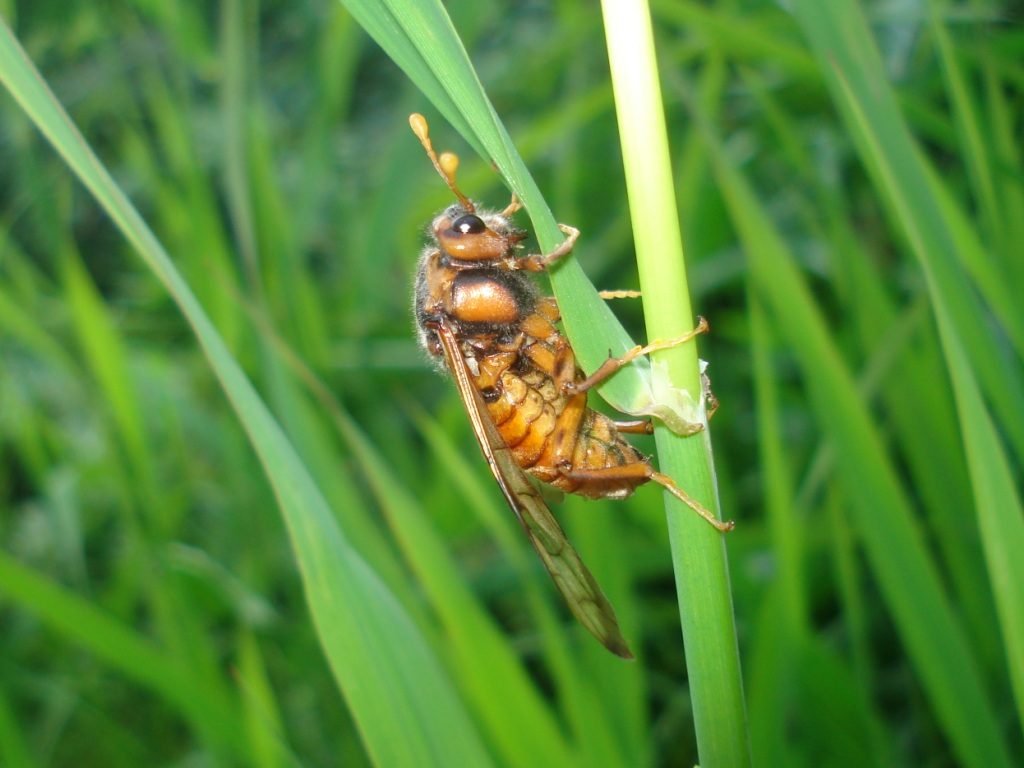